# 電子工学

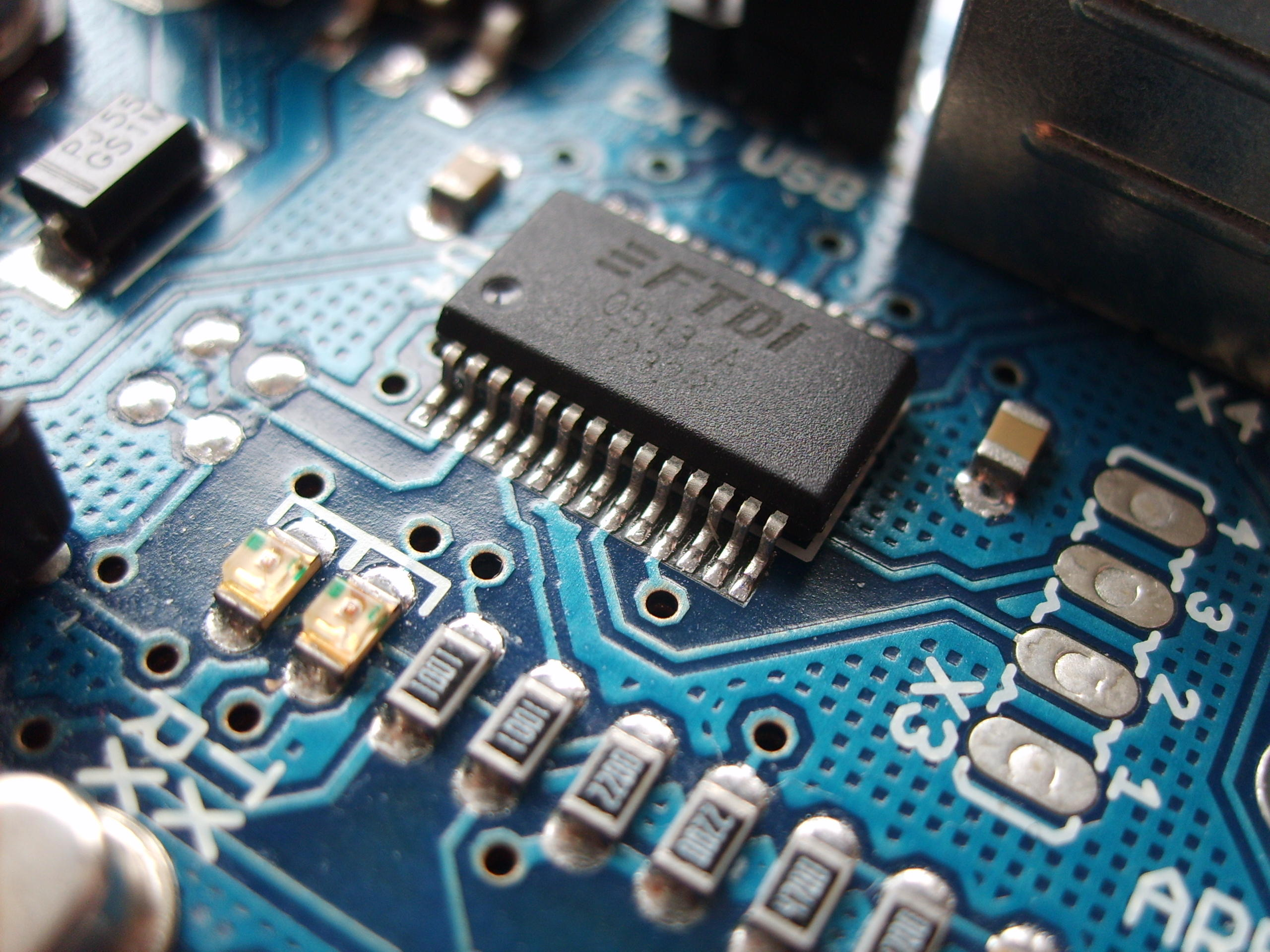
電子部品の表面実装

電子工学（でんしこうがく、英: electronics）は、電気工学の一部ないし隣接分野である。
様々な領域の範囲にまたがるものであるため定義は緩やかだが、概ね電子の真空中や固体物質中の挙動から生じる現象を工学的に利用するものと言える。これらは電子デバイスと呼ばれ、例えば次のようなものである。
- 半導体素子または電子管等による能動素子で構成される増幅動作（回路）またはスイッチング動作（回路）
スイッチング動作から論理演算回路に関する領域が発展した。
- メーザー、レーザーの高周波発振
- プラズマの利用
- 磁気記録
電気磁気現象による情報記録も、論理演算のデジタル情報記録と磁気記録素子の微細化により電子工学の領域と認識されるようになった。
- 超伝導材料、ジョセフソン素子
- ブラウン管・液晶・プラズマ・有機ELによる表示装置
- 量子コンピューターに用いられる量子演算素子

通信、計算機工学・情報処理、計測、制御など、応用分野を技術的に担保する技術分野である。

## 総論

### 他分野との関係
電気工学と対比させた場合、電気工学が電気現象全般を対象とするのに対し、電子工学は能動素子による増幅動作、スイッチング動作をはじめ、前述のような部分に焦点を当てている点が特徴である。

歴史的経緯から電子工学の起点は小電力の通信、信号処理が対象領域であったが、大電力用素子のパワーエレクトロニクスの発展により電力制御用途にも利用範囲が拡大している。
半導体、磁性体、誘電体等の物性を利用するため物性物理学、材料科学と関係が深い。また製造技術においては物理化学が応用される。
応用面では回路の構成において電子回路学が存在する。

### 歴史
能動素子をはじめとする前述各分野を電子工学の領域として扱うとするならば、その起源は後述の通り20世紀初頭に求めることが出来る。
日本語の語としての「電子工学」は、1940年の日本工学大会における電気学会会長八木秀次の講演題目「電子工学の躍進」が初出とみられる。この講演で八木は「今後、電子管の応用は目覚ましく発展する。無線・電話・ラジオ・写真伝送・テレビジョンをはじめとして、国民の日常生活にまで侵入すると予期される」と述べており、電子管（真空管）による能動素子を念頭に置いていたものと考えられる。
リー・ド・フォレストが機械的でなく電気的に増幅可能な能動素子の真空管である三極管を発明した1906年ごろ、電気工学から電子工学が派生的に出現した。
1950年頃まで通信工学とほぼ同義であり、通信用途での送信機と受信機の回路構成、それらに使用する真空管についての研究が中心であった。
固体増幅素子としては1920年代からの先駆的研究に続き、1947-48年にトランジスタが発明されている。
1959年にはシリコンでのプレーナー技術が開発され、集積回路開発への道が開かれた。
集積回路はデジタル型の論理演算による電子計算機の発展につながり、今日の情報社会の基となった。
高周波発振については、電子管による高周波大出力発信分野の利用のほか、1950年代にメーザー、レーザーが開発され、量子力学による電子のエネルギー準位間の遷移を基にしたデバイスが登場した。
またスイッチング動作の周波数源としての水晶振動子(1921年)、圧電素子による周波数フィルタ（1960年代～）等も電子工学の範疇と考えられる。
パワーエレクトロニクス分野ではサイリスタ（1957年）の登場により、小電力信号で大電力電流が制御可能となったことが起源である。
超電導材料を絶縁体を挟んで接合したジョセフソン素子は1962年に発明されている。高速スイッチング動作、磁気検出への利用が可能である。
表示装置の分野では1897年にブラウンが 陰極線管を発明し、それを元に1907年にロージングが映像表示装置を発明した。1968年に液晶ディスプレイが、1970年代初頭にプラズマディスプレイが開発された。21世紀に入り有機ELディスプレイの開発が進められ、実用化した。
電磁的情報記録では磁気記録としてポールセンのワイヤーレコーダー(1898年)が登場し、1907年には直流バイアス方式が発明され、情報記録への利用はこの頃に起源を求めることが出来る。
その後記録媒体が磁気テープ(1940年代前半実用化)、ハードディスク(1956年登場)に移っている。
磁気記録は当初は電子工学の分野とは意識されなかったが、記録容量の拡大に伴って磁区が微細化して磁性体の微視的な挙動に研究の関心が移ったことから、次第に電子工学の範疇と認識されるようになった。
情報記録方式としては交流バイアス方式（1938年）、垂直磁気記録方式（1975年）が登場している。
この他情報記録デバイスとして半導体素子から発展したフラッシュメモリー（NOR型1980年、NAND型1986年発明）も存在する。
情報記録媒体自体は物理的なものであるが、読み出しに前述のレーザーを用いるものとしてレーザーディスク (LD)、コンパクトディスク (CD)、DVD、ブルーレイディスク (BD)がある。

## 電子回路と電子機器
以下では電子工学の応用としての電子回路と電子機器について述べる。

### 電子機器と電子部品
電子機器はその機能を実現する機能ブロックとしての電子回路の集まりとして構成されている。
電子回路は増幅回路、発振回路、フィルタ回路など意図した機能を果たすように構成されている。
電子回路は回路素子が個別の部品として何らかの配線部品（プリント基板にはんだ付けするなど）で相互接続され実装される場合と、集積回路の形で複合的に実現される場合がある。
個別部品としてよく見られる電子部品としては、コンデンサ、抵抗器、ダイオード、トランジスタなどがある。
電子部品はトランジスタやサイリスタなどの能動素子と、抵抗器やコンデンサなどの受動素子に分類される。
個別部品と集積回路は排他的な物ではなく、機能として必要に応じて使い分けられる。同じ基板上に併存することもある。

### 回路の種類
電子機器・システムは次の部分に分けられる。
1. 入力 - 電子的・機械的なセンサ（または変換器）で、温度、圧力、電磁場等の物理量をシステムの外部から取得し、電流信号や電圧信号に変換する。
2. 信号処理回路 - 組み合わされた電子素子により信号を操作し、解釈したり、変換したりする。
3. 出力 - アクチュエータや他の素子（変換器も含む）により、電流・電圧信号をシステム外の利用者にとって有用な形態に再変換する。

テレビ受像機を例に挙げると、入力はアンテナやケーブルテレビから得られた放送信号である。テレビ受像機内部の信号処理回路は、放送信号から輝度や色や音声の情報を取り出す。出力は、電気信号をブラウン管やスピーカーによって映像や音声の形態に変換することによって実現される。
電子回路や装置は、アナログとデジタルに分類される。両者の橋渡しを担当するアナログ-デジタル変換回路と、デジタル-アナログ変換回路もある。

#### アナログ回路

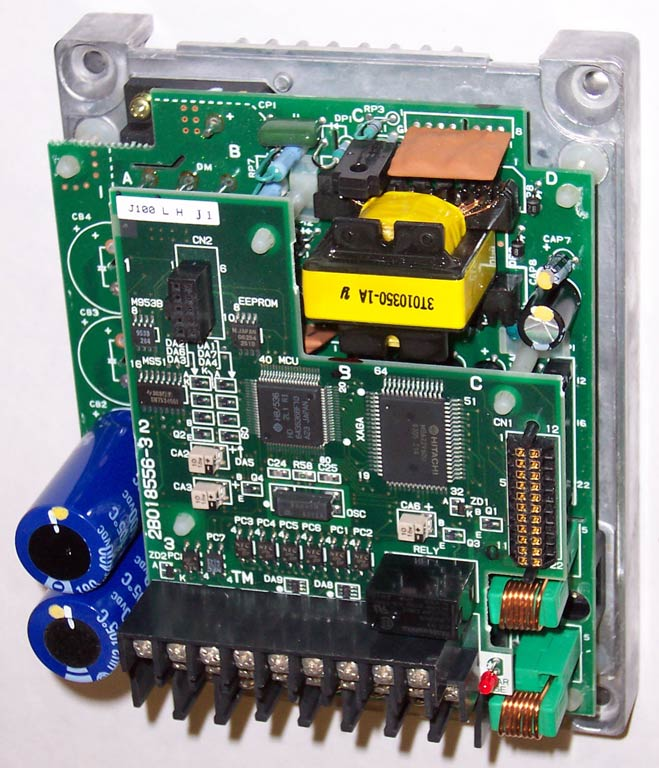
周波数可変インバータ J100（日立）

ラジオ受信機などのアナログ電子機器の多くは、数種類の基本回路の組み合わせで構成されている。アナログ回路は連続的な範囲の電圧を使う。
電子回路は1個から数千個の部品で構成されるため、これまでに考案されたアナログ回路は使用している部品の違いを考慮すれば膨大な数になる。
アナログ回路には線型回路もあるが、非線型な効果を持つミキサ回路、変調回路なども多数存在する。アナログ回路の典型例として、真空管やトランジスタを使用した増幅回路、演算増幅回路、発振回路などがある。
最近では完全にアナログだけの回路は滅多にない。アナログ回路であっても性能を改善するためにデジタル回路やマイクロプロセッサ技術を利用していることが多い。そのような回路は一般に "Mixed Signal" と呼ばれる。
アナログ回路もデジタル回路も線型な素子と非線型な素子を使っているため、区別の難しい場合もある。例えばコンパレータは連続的に変化する電圧を入力としながら、デジタル回路のような2つの電圧レベルのどちらかを出力する。

#### デジタル回路
デジタル回路はいくつかの離散的な電圧レベルをとる電子回路である。デジタル回路はブール論理を物理的に実装した最も一般的な形態であり、すべてのデジタルコンピュータの基盤である。ほとんどのデジタル回路は2つの電圧レベルをとり、"Low"(0) と "High"(1) として使用する。"Low" は0V付近ということが多く、"High" は電源電圧に依存して決まる。
コンピュータ、デジタルクォーツ時計、プログラマブルロジックコントローラ（生産工程の制御で使用）などはすべてデジタル回路で構成されている。他にはデジタルシグナルプロセッサもある。
基本回路としては以下が挙げられる。
- 論理回路
- 加算器
- 乗算器
- フリップフロップ
- カウンタ
- レジスタ
- マルチプレクサ
- シュミットトリガ

高集積部品としては以下が挙げられる。
- マイクロプロセッサ
- マイクロコントローラ
- ASIC (Application-specific integrated circuit)
- デジタルシグナルプロセッサ (DSP)
- FPGA (Field-programmable gate array)

### 放熱

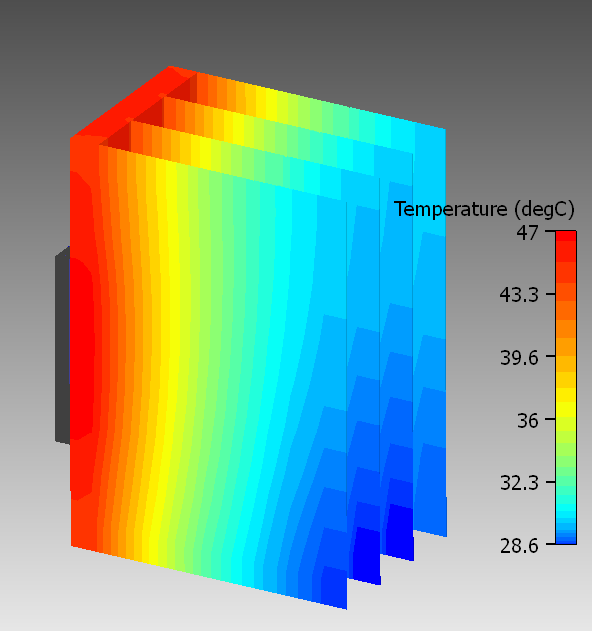
熱設計支援ソフトウェア (FloTherm) によるヒートシンクのシミュレーション

電子回路は熱を発生するため、誤動作を防ぎ長期間の信頼性を確保するには放熱が重要となる。放熱技法としてはヒートシンクやファンによる空冷、コンピュータの放熱に見られる水冷などがある。放熱システムの設計にあたっては、対流、熱伝導、熱エネルギー放射などを利用する。

### ノイズ
電子回路にはノイズが付き物である。この場合のノイズとは、電気信号に重なっている好ましくない変動で、電気信号の内容である情報を不明瞭にする傾向がある。ノイズは回路に起因する信号の歪みとは異なる。ノイズは電磁気や熱によって発生し、回路の温度を低く保てば低減させることができる。その他のノイズとしてはショットノイズなどがあるが、これは電子回路の物理特性の限界に起因するため、除去できない。

### CAD（コンピュータ支援設計）

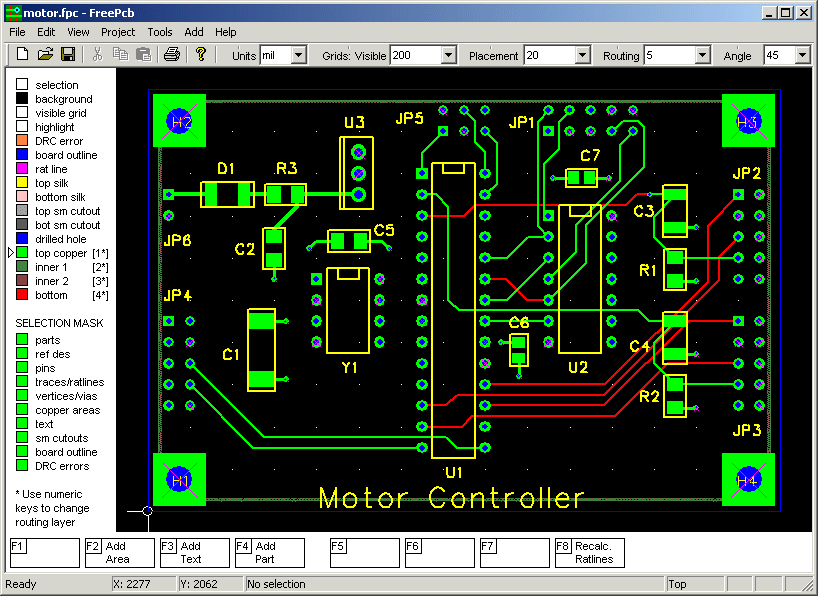
プリント基板設計用EDAソフトの例（FreePCB）

今日のエレクトロニクス設計技師は、電源回路、半導体素子（トランジスタなど）、集積回路といった既存の要素を組み合わせて電子回路を設計する。その際に使用するEDA（電子設計自動化）ソフトウェアは、回路エディタ機能やプリント基板設計機能を備えている。

### 組み立て技法

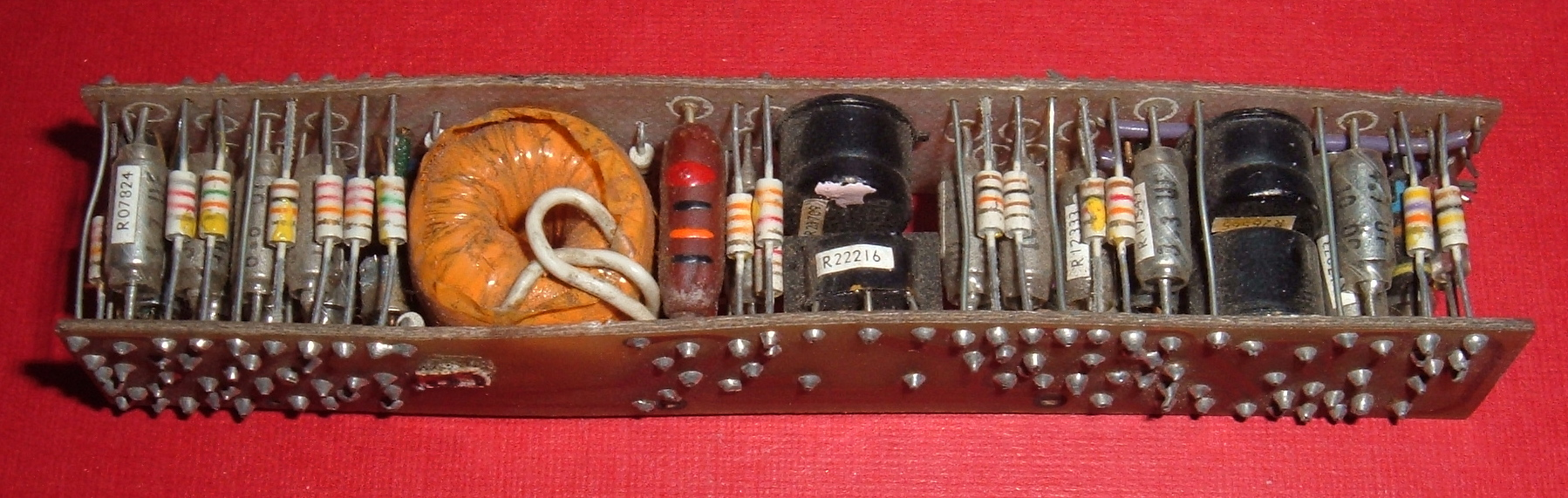
コードウッド型配線

電子部品を相互接続するに当たっては、さまざまな技法が長年使われてきた。例えば、初期の電子システムでは部品を木製の板（ブレッドボード）に固定し、それらを空中配線することで回路を構成していた。他にもコードウッド型配線（図参照）やワイヤラッピングなどが古くから使われてきた。現在ではガラスエポキシ基板などのプリント基板が主流で、より安価な紙フェノール基板（黄色から茶色の色が特徴）も使われている。近年、電子機器は処分時のリサイクルや健康・環境への配慮から、有害物質の使用が規制される流れにあり、欧州連合 (EU) のRoHS指令やWEEE指令が2006年7月に施行されたのをはじめ、各国においても類似の制度が制定・検討されている。

## 団体
学会
- IEEE (Institute of Electrical and Electronics Engineers)
- 電子情報通信学会

業界団体
- EIA（アメリカ電子工業会）
- JEITA（電子情報技術産業協会）